# Pisa Sporting Club 1960-1961
Questa voce raccoglie le informazioni riguardanti il Pisa Sporting Club nelle competizioni ufficiali della stagione 1960-1961.

## Rosa
| N. |                   | Ruolo | Calciatore         |
| -- | ----------------- | ----- | ------------------ |
|    | Italia (bandiera) | C     | Roberto Balestri   |
|    | Italia (bandiera) | A     | Giuseppe Barbieri  |
|    | Italia (bandiera) | C     | Fabrizio Barontini |
|    | Italia (bandiera) | C     | Giorgio Bettini    |
|    | Italia (bandiera) | D     | Ferruccio Bimbi    |
|    | Italia (bandiera) | A     | Guido Bona         |
|    | Italia (bandiera) |       | Luigi Bretti       |
|    | Italia (bandiera) | D     | Amerigo Bronzini   |
|    | Italia (bandiera) | C     | Mario Bulli        |
|    | Italia (bandiera) | C     | Severio Carpita    |
|    | Italia (bandiera) | A     | Virginio De Paoli  |
|    | Italia (bandiera) | C     | Lino De Petrillo   |

| N. |                   | Ruolo | Calciatore        |
| -- | ----------------- | ----- | ----------------- |
|    | Italia (bandiera) | D     | Arnaldo Felloni   |
|    | Italia (bandiera) | A     | Walter Guerra     |
|    | Italia (bandiera) | A     | Michele Micheli   |
|    | Italia (bandiera) | A     | Giorgio Mognon    |
|    | Italia (bandiera) | C     | Valentino Morelli |
|    | Italia (bandiera) | P     | Nello Orlandi     |
|    | Italia (bandiera) | C     | Mauro Pardini     |
|    | Italia (bandiera) | D     | Paolo Passaponti  |
|    | Italia (bandiera) | A     | Vittorio Regeni   |
|    | Italia (bandiera) | A     | Luciano Serena    |
|    | Italia (bandiera) | C     | Alberto Tellini   |
|    | Italia (bandiera) | D     | Raffaello Vescovi |